# Bengt Olof Kälde
Bengt Olof Kälde, né le 8 juin 1936 à Uppsala où il est mort le 6 février 2014, est un artiste suédois, héraut d'armes et peintre héraldiste.
Il est surtout connu comme héraldiste et peintre d'église, domaines où il a eu une riche production.

## Sa formation
Alors qu'il était encore apprenti, il a effectué en 1956 une fresque monumentale à la cathédrale d'Uppsala.
Dans les années 1950 il a étudié à l'"Akademie der Künste" à Munich, mais également à Chevetogne, en Belgique, à Rome, à Athènes et dans l'île de Karpathos.
Ensuite il a été en Autriche où il était fort lié au monastère d'Erlach.
Puis il suivit une formation à l'Académie des Beaux-Arts de Vienne pour devenir maître en conservation et restauration.
Il se forma également à la mosaïque et au vitrail à Munich au " Mayer'sche Hofkunstanstalt ".

## Son œuvre
Il est surtout connu pour le décor en mosaïques dorées de 50 mètres carrés qu'il créa dans l'église Kila de Nyköping.
À partir de 1950, il devint créateur en héraldique.
Remarqué par le Roi Carl-Gustaf XVI qu'il fréquenta dès 1984, il fut nommé en 1989 peintre d'armoiries de la Cour.
Il produisit ainsi de nombreux blasons civils, mais également ecclésiastiques, et devint un grand spécialiste et novateur de l'héraldique de l'Église Évangélique de Suède. C'est lui qui créa presque toutes les armoiries pour les évêques.
Son art est de haute qualité et fondé sur une connaissance historique et esthétique profonde du blason.
Dans les années 1986-2002, il fit partie du Conseil Héraldique de l'État, et depuis 1990 du Comité National suédois pour la généalogie et l'héraldique.
Depuis 1998, il est membre de l'Académie internationale d'héraldique.